# Людвінув (Влощовський повіт)
Людвінув (пол. Ludwinów) — село в Польщі, у гміні Влощова Влощовського повіту Свентокшиського воєводства.
Населення — 195 осіб (2011).
У 1975-1998 роках село належало до Келецького воєводства.

## Демографія
Демографічна структура на день 31 березня 2011 року:
|          | Загалом | Допрацездатний вік | Працездатний вік | Постпрацездатний вік |
| -------- | ------- | ------------------ | ---------------- | -------------------- |
| Чоловіки | 106     | 21                 | 68               | 17                   |
| Жінки    | 89      | 14                 | 43               | 32                   |
| Разом    | 195     | 35                 | 111              | 49                   |